# Franciscus de Neve (I)

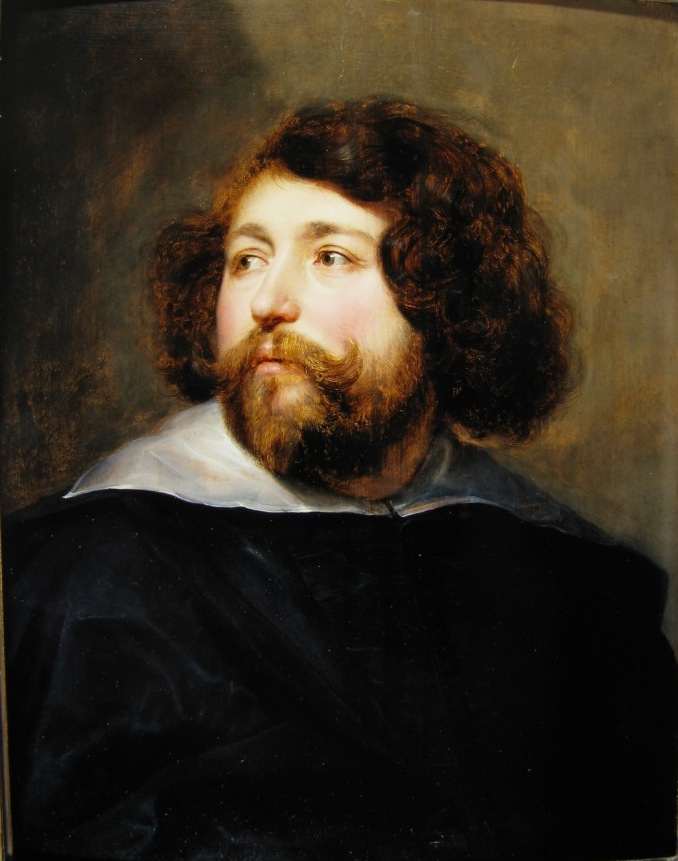
Retrato de un hombre, posiblemente Andreas Colyns de Nole

Franciscus de Neve (I)  (1606, Amberes – 1681 o 1688, Amberes o Bruselas) fue un pintor flamenco de pinturas de historia, paisajes y retratos. 

## Vida
Franciscus de Neve nació en Amberes como hijo de Guilleaume de Neve, un escultor, y Maike o Anna Vermeuren. Fue bautizado en la Catedral de Nuestra Señora en Amberes el 11 de junio de 1606.
No hay información sobre su aprendizaje. Posiblemente viajó a Roma en los años 1620-1630. Se convirtió en maestro en el Gremio de San Lucas de Amberes en 1629-1630. Se casó con Francisca Wortelmans, hija del pintor Adriaan Wortelmans, el 13 de marzo de 1630. No se sabe nada de sus actividades después de 1640.
Sus hermanos Cornelis y Simon fueron, respectivamente, escultor y retratista. Fue el padre de Franciscus de Neve (II), quien también fue pintor. 
Debido a que los primeros biógrafos como Arnold Houbraken y Jean-Baptiste Descamps no se dieron cuenta de que había dos artistas llamados Franciscus de Neve, confundieron y fusionaron las vidas de padre e hijo y colocaron al padre incorrectamente en Roma después de 1660.

## Obra
Franciscus de Neve se ganó una reputación en su ciudad natal de Amberes con sus pinturas de historia. No está claro si trabajó como la mayoría de los pintores de Amberes de su tiempo en algunos de los grandes encargos del taller de Rubens en la década de 1630. Se le atribuyen muy pocas obras. 
Pintó retratos. Un retrato de un hombre de 1635 (con Otto Naumann Ltd) muestra la influencia de los maestros flamencos contemporáneos Peter Paul Rubens y Anthony van Dyck.